# 국제 공립 대학 포럼
국제 공립 대학 포럼 (IFPU)은 23개의 공립 대학의 컨소시엄이다. 포럼의 영구 비서실은 현재 캐나다 몬트리올시의 몬트리올 대학교에 거주한다. 제한된 수의 대학을 다양한 나라에서 모아서 포럼은 2007년 10월 11일 설립되었다. 그 임무는 국제화의 시대에 공립대학교의 임무를 및밭침하는 가치의 표현을 진흥하는 것이다.
2008년 컨소시엄은 타임즈 고등교육에 따르면 세계 톱 200대학 중의 13개 대학을 포함하였다. 해마다 전문화된 여름학교가 그 구성원 대학에 의해 주관된다.